# David Gilkey

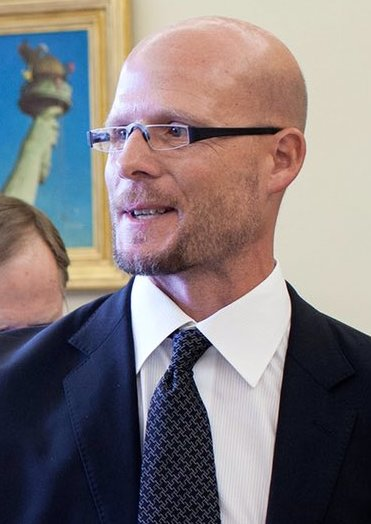
David Gilkey im Jahr 2009

David P. Gilkey (* 5. Januar 1966 in Portland, Oregon; † 5. Juni 2016 in Mardscha, Afghanistan) war ein Fotojournalist des National Public Radio (NPR) in den USA. Schwerpunkte seiner Arbeit waren Einsätze in Kriegs- und Krisengebieten.

## Leben
Gilkey wuchs in Portland auf. Schon früh kam er durch seinen Vater mit der Fotografie in Berührung. Nach dem Abitur 1985 begann er, Fotojournalismus an der Oregon State University zu studieren. Er brach das Studium jedoch ab und begann seine berufliche Tätigkeit.
Ende der 1980er Jahre absolvierte er ein Praktikum bei der Tageszeitung Daily Camera in Boulder (Colorado) und wurde anschließend in ein Angestelltenverhältnis übernommen. 1996 wechselte er zur Detroit Free Press und arbeitete seit 2007 für NPR. Am 5. Juni 2016 kam er in der Nähe von Mardscha im Süden Afghanistans bei einem Angriff der Taliban ums Leben.

## Arbeit
Gilkey arbeitete beinahe ausschließlich in Krisen- und Kriegsgebieten. Er war in Südafrika, als die Apartheid endete, er begleitete die Kriege in Ruanda und im Kosovo, die Hungerkatastrophe in Somalia und in Liberia die Ebola-Epidemie. Schwerpunkt seiner Arbeit war die journalistische Begleitung des Krieges gegen den Terror, die ihn vor allem nach Afghanistan und in den Iraq brachte. In seinen Bildern legte er Wert darauf, die Menschen in den Mittelpunkt zu stellen und aufzuzeigen, was die Kriege und Katastrophen mit ihnen anrichteten. Es ging ihm darum, den Krieg so zu zeigen, wie er war.

## Auszeichnungen
Gilkey erhielt mehrfach Auszeichnungen für seine Arbeiten. Darunter sind:
- 2006[6] der News and Documentary Emmy Award für seine Video-Reportage „Michigan's Band of Brothers“.[7]
- 2014 als Teil des Teams von NPR der Peabody Award für die Berichterstattung über den Ebola-Ausbruch in Westafrika.[8]
- 2015 gemeinsam mit der englischen Journalistin Ofeibea Quist-Arcton der Edward R. Murrow Award for Outstanding Contributions to Public Radio.[9]
- Zwischen 2009 und 2015 wurde er in jedem Jahr von der White House Photographers Association[10] ausgezeichnet.